# Velarifictorus sulcifrons
Velarifictorus sulcifrons är en insektsart som beskrevs av Sigfrid Ingrisch 1998. Velarifictorus sulcifrons ingår i släktet Velarifictorus och familjen syrsor. Inga underarter finns listade i Catalogue of Life.